# Bobby Hart

Bobby Hart als Interpret und Songwriter auf Infinity Records

Bobby Hart (* 19. Februar 1939 in Phoenix, Arizona; eigentlich Robert Luke Harshman) ist ein amerikanischer Pop-Musiker und Songwriter. Seine größten Erfolge waren seine Arbeiten für The Monkees im Songschreiber-Duo Boyce and Hart.
Bereits 1959 lernte Harshman in Los Angeles Tommy Boyce kennen. Anfang der 1960er Jahre arbeitete er als Songwriter mit dem Kollegen John Marascalco, der ihm als A&R-Manager zwei Single-Veröffentlichungen auf Infinity Records ermöglichte. Dort veröffentlichte auch Tommy Boyce, mit dem er begann, Songs zu schreiben. 1965 war er mit Teddy Randazzo and the Dazzlers auf Tour, mit dem er Hurt So Bad schrieb, welches der Folgehit von Going Out of My Head für Little Anthony and the Imperials wurde. Im Frühjahr 1965 intensivierte er seine Zusammenarbeit mit Boyce, als Songwriter-Duo Boyce and Hart wurden sie 1966 die Hausautoren der Fernseh-Sitcom über die Karriere der Monkees. Die Partnerschaft dauerte mit mehreren Unterbrechungen bis in die 1970er, als beide zusammen drei Alben veröffentlichten und mit den Ex-Monkees Micky Dolenz und Davy Jones die Supergroup Dolenz, Jones, Boyce & Hart gründeten.
Weitere Kollaborationen ergaben sich mit Wes Farrell und Danny Janssen. Mit letzterem schrieb er 1974 innerhalb eines Jahres zwei Top-Ten-Hits: Keep on Singing für Helen Reddy und Something’s Wrong with Me für Austin Roberts. Bobby Hart erhielt 1983 eine Oscarnominierung für seinen Song Over You, den er gemeinsam mit Austin Roberts für den Film Comeback der Liebe (Tender Mercies) geschrieben hatte.
Bei der BMI sind für Bobby Hart 465 Kompositionen registriert.

## Diskografie
Für Kollaborationen mit Tommy Boyce, siehe Boyce and Hart.
Singles:
- 1959 – Love Whatcha’ Doin’ to Me / Stop Talkin’, Start Lovin’, Radio 122 (als Robert Luke Harshman)
- 1959 – Girl of My Dreams / Is You Is Or Is You Ain’ Ma Baby, Guyden 2022 (als Robert Luke Harshman)
- 1959 – Girl in the Window / Journey of Love, Reel 100
- 1960 – Girl in the Window / Journey of Love, Era 3039
- 1961 – Girl I Used to Know / The Spider and the Fly, Bamboo 507
- 1962 – Too Many Teardrops / The People Next Door, Infinity INX-017
- 1962 – Lovesick Blues / I Think It’s Called a Heartache, Infinity INX-022

Alben:
- 1980 – The First Bobby Hart Solo Album, WEA T-58162